# 巴克斯諾特 (阿肯色州)
巴克斯諾特（英語：Buck Snort）是位於美國阿肯色州克雷格黑德縣的一個非建制地區。該地的面積和人口皆未知。

## 地理
巴克斯諾特的座標為35°53′35″N 90°38′57″W / 35.89306°N 90.64917°W，而該地的平均海拔高度為109米（即358英尺）。